# Emmie Chanika
Emmie Takomana Chanika (geb. 26. Mai 1956; gest. 29. Juli 2022) war eine malawische Menschenrechtsaktivistin.

## Leben
Chanika hatte eine Ausbildung als Krankenschwester (Registered Nurse) und begann 1992 in einer Menschenrechtsgruppe mitzuarbeiten. Sie drängte auf politischen Wandel in Malawi, wo zu dieser Zeit die Diktatur von Hastings Kamuzu Banda die Politik bestimmte. Chanika gründete im Februar 1992 das Civil Liberties Committee (CILIC) als erste Menschenrechtsorganisation in Malawi und war von Beginn an dessen Direktorin. Im Rahmen des CILIC half Chanika bei der Organisation des Referendums von 1993 und der General Election Civic Education von 1994 (Bürgerschaftlicher Unterricht zur Wahl 1994). Dies unterstützte den demokratischem Wandel und war ein Faktor, der zum Ende von Bandas Diktatur führte. Chanika bildete sich ständig weiter und erwarb unter anderem 2007 einen Master of Science in Strategic Planning.
1995 ernannte der erste demokratisch gewählte Präsident von Malawi, Bakili Muluzi, Chanika zur Beisitzerin in der Mwanza Murders Commission. Die Kommission sollte die Verstrickung des ehemaligen Präsidenten Banda, seiner rechten Hand John Tembo und der Vertrauten Cecilia Kadzamira in die Ermordung von drei Kabinettsmitgliedern und einem Parlamentarier untersuchen.
In den folgenden Jahren wurde Chanika zu einer erbitterten Kämpferin für Frauen- und Kinderrechte. Trotz Einschüchterungen, Drohungen und Gewaltanwendung erhob sie ihre Stimme für unterdrückte Frauen und Kinder. Viele konnten im Büro der CILIC in Blantyre Hilfe und Schutz finden und erhielten dort Rat, Rechtsbeistand und professionelle Unterstützung. Chanika setzte sich darüber hinaus als eine Pionierin für Gefängnisreformen in Malawi ein.
Im Mai 2003 verurteilte sie zusammen mit weiteren Frauenrechtsaktivistinnen die Angewohnheit von Präsident Bakili Muluzi, öffentlich sexistische Kommentare gegen Frauen abzugeben. Sie sagte: „Es ist traurig zu erleben, dass der Präsident Frauen beleidigt in Anwesenheit seiner Frau, des Klerus und von Führern der muslimischen Gesellschaft.“
Chanika war Gründungsmitglied des Human Rights Consultative Forum (HRCC). In der politischen Krise in Malawi 2011, als viele Malawier aus Wut auf den Präsidenten Bingu wa Mutharika und seine restriktive Politik auf die Straße gingen, nahm Chanika eine moderate Haltung ein. Sie rief zum Dialog auf statt zu Konfrontation. Diese Haltung hat zu Anschuldigungen geführt, sie werde von der Regierung bezahlt. Dessen ungeachtet hat Chanika ihre Kritik an der Regierung von Malawi immer laut geäußert. So enthüllte sie in einem Interview, dass ihre Organisation CILIC fast geschlossen worden wäre, nachdem Hivos (Humanistisch Instituut voor Ontwikkelingssamenwerking, Humanist Institute for Development Cooperation) seine Unterstützung für CILIC 2008 eingestellt hatte und es keine Unterstützung von internationalen Spendern mehr gab. Die Schwierigkeiten häuften sich, da CILIC sich scheinbar der Regierung angenähert hatte und neue zivile Organisationen um den Zugang zu Fördermitteln konkurrierten. Trotz Mangel an Spenden war Chanika weiterhin als Menschenrechtsaktivistin aktiv und sprach sich zuletzt vor allem gegen skrupellose Kleriker und traditionelle Religionsführer aus, welche Kinder, Behinderte und ältere Menschen zu „Hexen“ erklärten.
Chanika verfasste zahlreiche Berichte und Texte sowie ein Buch über Gewalt gegen Frauen. Zusammen mit dem Medizinhistoriker Adamson Sinjani Muula von der University of Malawi, College of Medicine, veröffentlichte sie zwei weitere Bücher. Ihr bekanntestes Buch ist Malawi Lost Decade 1994–2004. Alle wurden bei MontfortMedia, Balaka, gedruckt.
Am 29. Juli 2022 verstarb Emmie Chanika im Alter von 66 Jahren an den Folgen eines Schlaganfalls.